# Reog Ponorogo

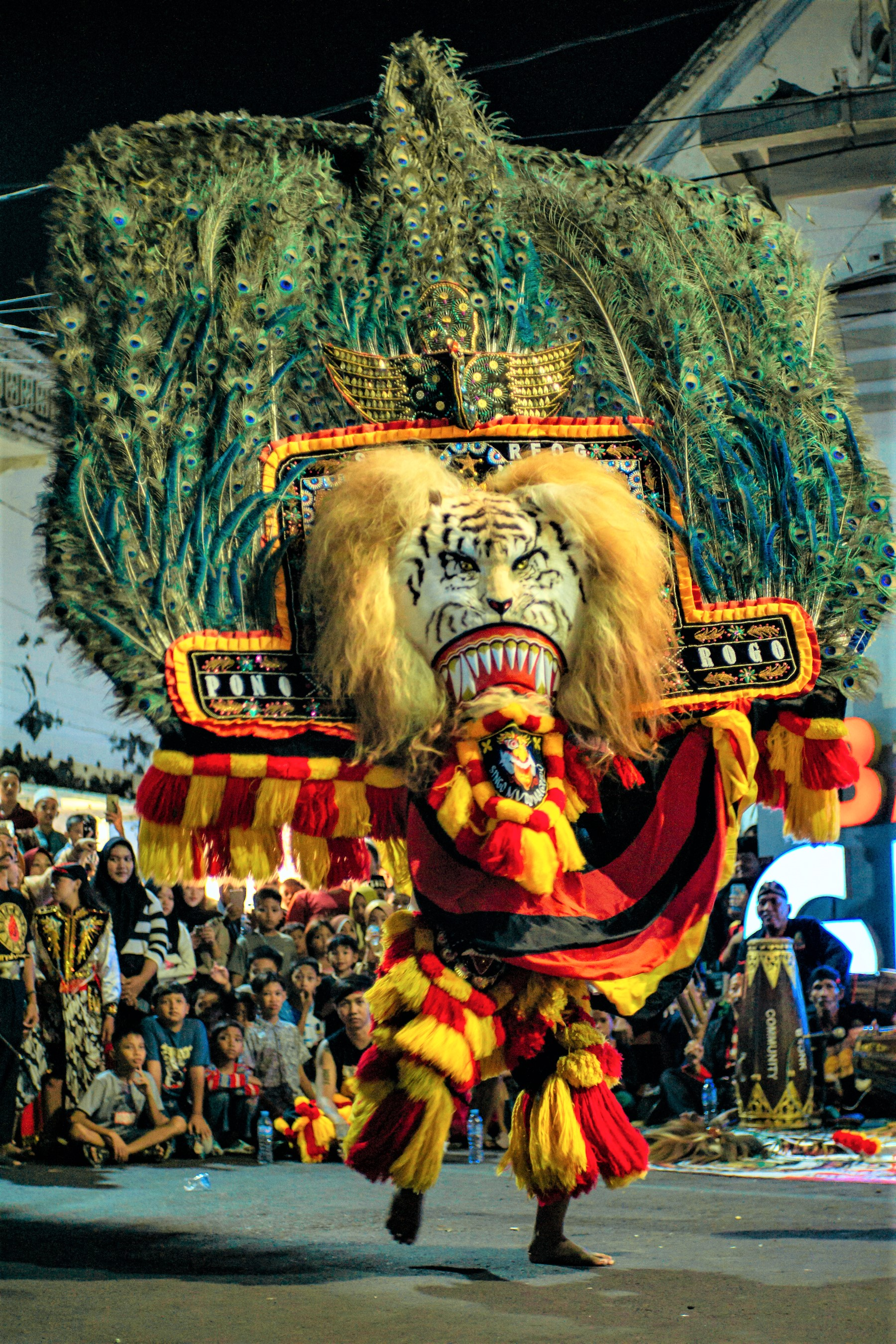
Dadak Merak, een icoon van Reog Ponorogo

Reog Ponorogo is een traditionele Oost-Javaanse dansvorm. De dansers beelden personages uit zoals koningen, krijgslieden en ruiters, waarmee zij het verhaal van het koninkrijk Bantarangin en zijn heerser verbeelden. Een opvallend kenmerk is de hoofddanser, die het indrukwekkende Dadak Merak-masker draagt: een tijgerkop versierd met pauwenveren.
In 2024 werd de Reog Ponorogo door UNESCO opgenomen op de lijst van immaterieel cultureel erfgoed.